# Don Giovanni, naissance d'un opéra
Pour plus de détails, voir Fiche technique et Distribution.
Don Giovanni, naissance d'un opéra (Io, Don Giovanni) est un film italo-espagnol réalisé par Carlos Saura, sorti en 2009.

## Synopsis
L'histoire de Lorenzo da Ponte – jeune prêtre, ami de Casanova, banni de Venise par l'Inquisition – et de sa collaboration avec Mozart lors de l'écriture de Don Giovanni.

## Fiche technique
- Titre original : Io, Don Giovanni
- Titre français : Don Giovanni, naissance d'un opéra
- Réalisation : Carlos Saura
- Scénario : Carlos Saura, Raffaello Uboldi et Alessandro Vallini
- Direction artistique : Gianpaolo Rifino
- Décors : Paola Bizzarri, Luis Ramírez
- Costumes : Marina Roberti, Birgit Hutter
- Photographie : Vittorio Storaro
- Son : Stefano Savino
- Direction musicale : Nicola Tescari
- Montage : Julia Juaniz
- Production : José Manuel Garasino, Andrés Vicente Gómez, Andrea Occhipinti, Igor Uboldi
- Sociétés de production :
  -  Intervenciones Novo Film 2006 Aie, Radio Plus
  -  Edelweiss Cinematografica
- Société de distribution :  France Eurozoom
- Pays d'origine :  Espagne,  Italie
- Langues originales : allemand, italien
- Format : couleur (Technicolor) — 35 mm — 2,35:1 - Son Dolby numérique
- Genre : Comédie dramatique
- Durée : 127 minutes
- Dates de sortie : 
  -  Canada : 12 septembre 2009 (Festival de Toronto)
  -  Italie : 20 octobre 2009 (Festival de Rome), 23 octobre 2009 (en salles)
  -  Espagne : 17 avril 2010 (Festival de Málaga), 25 juin 2010 (en salles)
  -  France : 12 mai 2010

## Distribution
- Lorenzo Balducci : Lorenzo da Ponte
- Lino Guanciale : Mozart
- Emilia Verginelli : Annetta
- Tobias Moretti : Casanova
- Ennio Fantastichini : Salieri
- Ketevan Kemoklidze : Adriana Ferrarese / Donna Elvira
- Sergio Foresti : Leporello
- Borja Quiza : Don Giovanni
- Carlo Lepore : Le Commandeur
- Francesca Inaudi : Costanza
- Franco Interlenghi : Père d'Annetta
- Cristina Giannelli : Caterina Cavalieri
- Roberto Accornero : Empereur Joseph II
- Francesco Barilli : Prete
- Elena Cucci : Francesca Barbarigo
- Sylvia De Fanti : Tipoletta
- Alessandra Marianelli : Zerlina